# Busverkehr Rhein-Neckar
Die BRN Busverkehr Rhein-Neckar GmbH ist ein Verkehrsunternehmen des öffentlichen Nahverkehrs. Es ist 1989 aus einer regionalen Bahnbus-Gesellschaft entstanden und eine Tochtergesellschaft der DB Regio AG.
Das Verkehrsgebiet lag in den drei Ländern Baden-Württemberg, Hessen und Rheinland-Pfalz und deckt große Teile des Rhein-Neckar-Dreiecks ab. Betriebsstellen bestehen in Worms, Ludwigshafen, Schwetzingen, Heidelberg und Mosbach-Neckarelz.
Seit 2015 beschränkt sich das Verkehrsgebiet der BRN auf den Teil von Baden-Württemberg von Weinheim an der Bergstraße bis Mosbach-Neckarelz.
Mit dem Gewinn von zwei Linienbündel bei der Ausschreibung von Schwetzingen konnte der BRN die Linien 710, 711, 715, 716 und 717 für sich gewinnen.
Zusammen mit den vier anderen DB-Busunternehmen in Baden-Württemberg will der BRN ab Juni 2016 als DB Regio Bus Region Baden-Württemberg auftreten und somit die bisherigen Regionen Rhein-Neckar und Baden-Württemberg vereinen.

## Tochtergesellschaft

### Rheinpfalzbus
Ab 2002 betrieb der BRN im Rahmen eines Kooperationsmodells im Auftrag der Stadt Worms Verkehrs-GmbH – als Nachfolger der aufgelösten Stadtwerke Worms GmbH – auch den Stadtverkehr in Worms mit elf Linien. Hierfür wurde die Tochtergesellschaft BRN Stadtbus GmbH gegründet, die alle Busse der Stadtwerke übernahm. Sie ging aus der BRN Überlandverkehr Verwaltungs GmbH hervor.
Am 1. Januar 2012 wurde die BRN Stadtbus GmbH in die Rheinpfalzbus GmbH (RPB) mit Sitz in Ludwigshafen umfirmiert. Im Juli 2015 wurde sie an die DB Regio AG übertragen. Die Rheinpfalzbus GmbH wurde für den Zeitraum von 2014 bis 2024 mit dem Busverkehr im Linienbündel Worms und Wonnegau-Altrhein beauftragt; weiterhin bedient sie den Stadtverkehr in Frankenthal (Pfalz), die Linienbündel Bad Bergzabern und Speyer und Teile des Linienbündels Germersheim.
Da im öffentlichen Nahverkehr Personalkosten eine zunehmend größere Rolle spielen, möchte Rheinpfalzbus mit niedrigen Tarifverträgen eine starke Wettbewerbsfähigkeit erreichen. Mit Unterstützung der Nahverkehrsgewerkschaft kämpfen die von BRN in die Tochtergesellschaft übernommenen Busfahrer gegen die Anwendung dieser schlechteren Tarifverträge.
Nachdem in das Unternehmen die Saar-Pfalz-Mobil und die Südwest Mobil verschmolzen wurden, wurde es 2016 in DB Regio Bus Südwest GmbH und 2017 in DB Regio Bus Mitte GmbH umbenannt.

## Busse

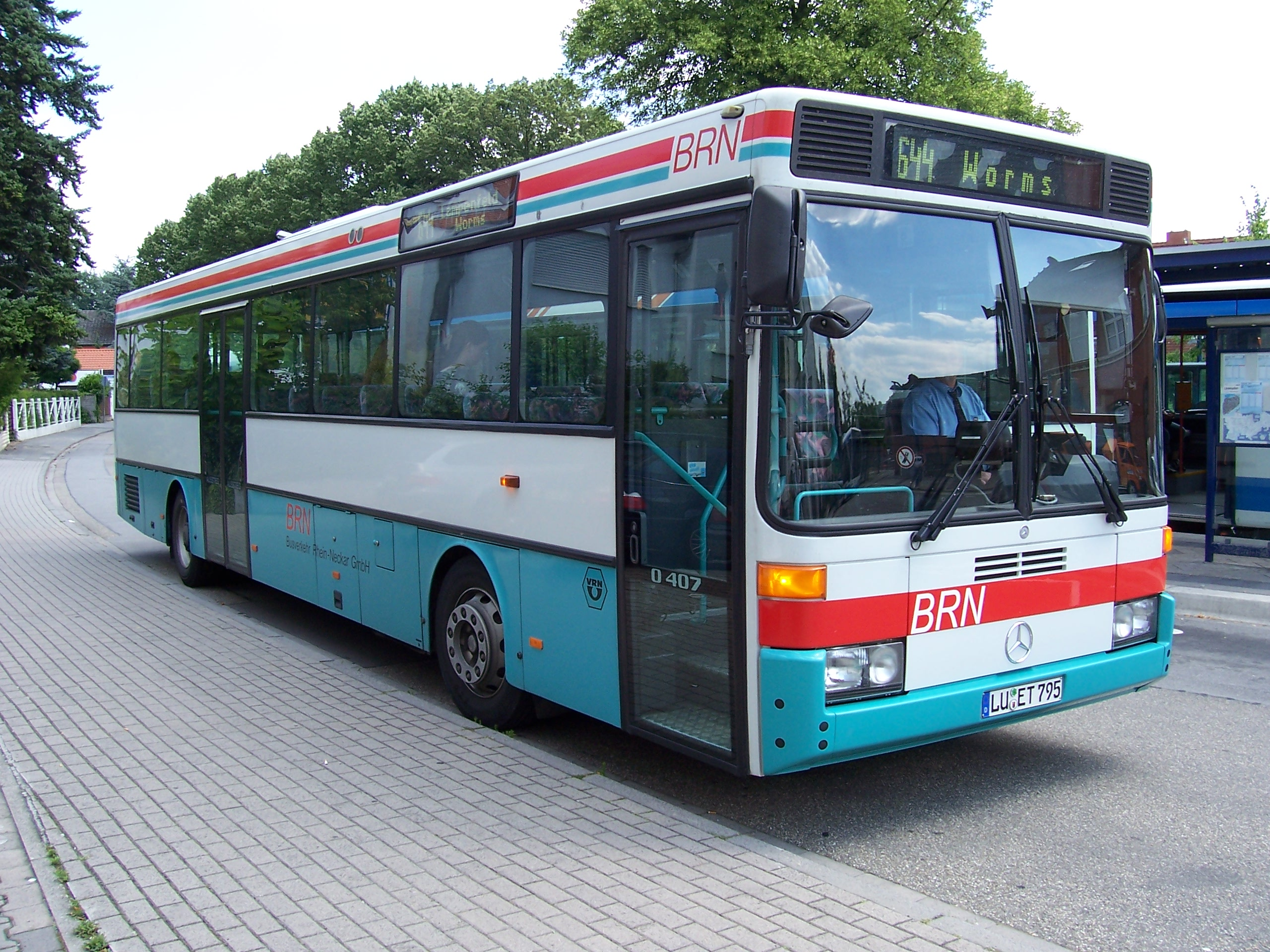
Mercedes-Benz O 407 in Viernheim (2005)
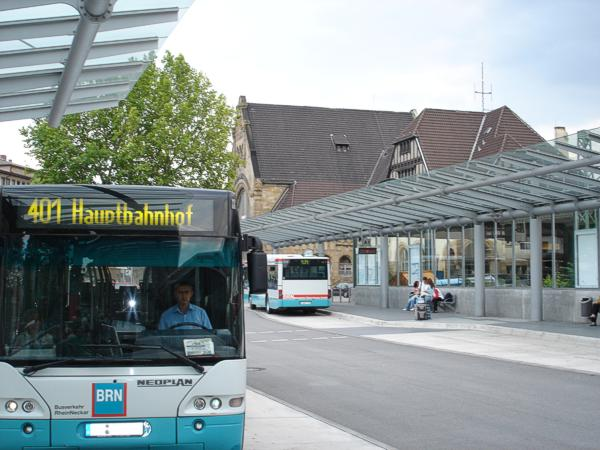
Neoplan-Bus des Stadtverkehrs am Wormser Hauptbahnhof (2005)
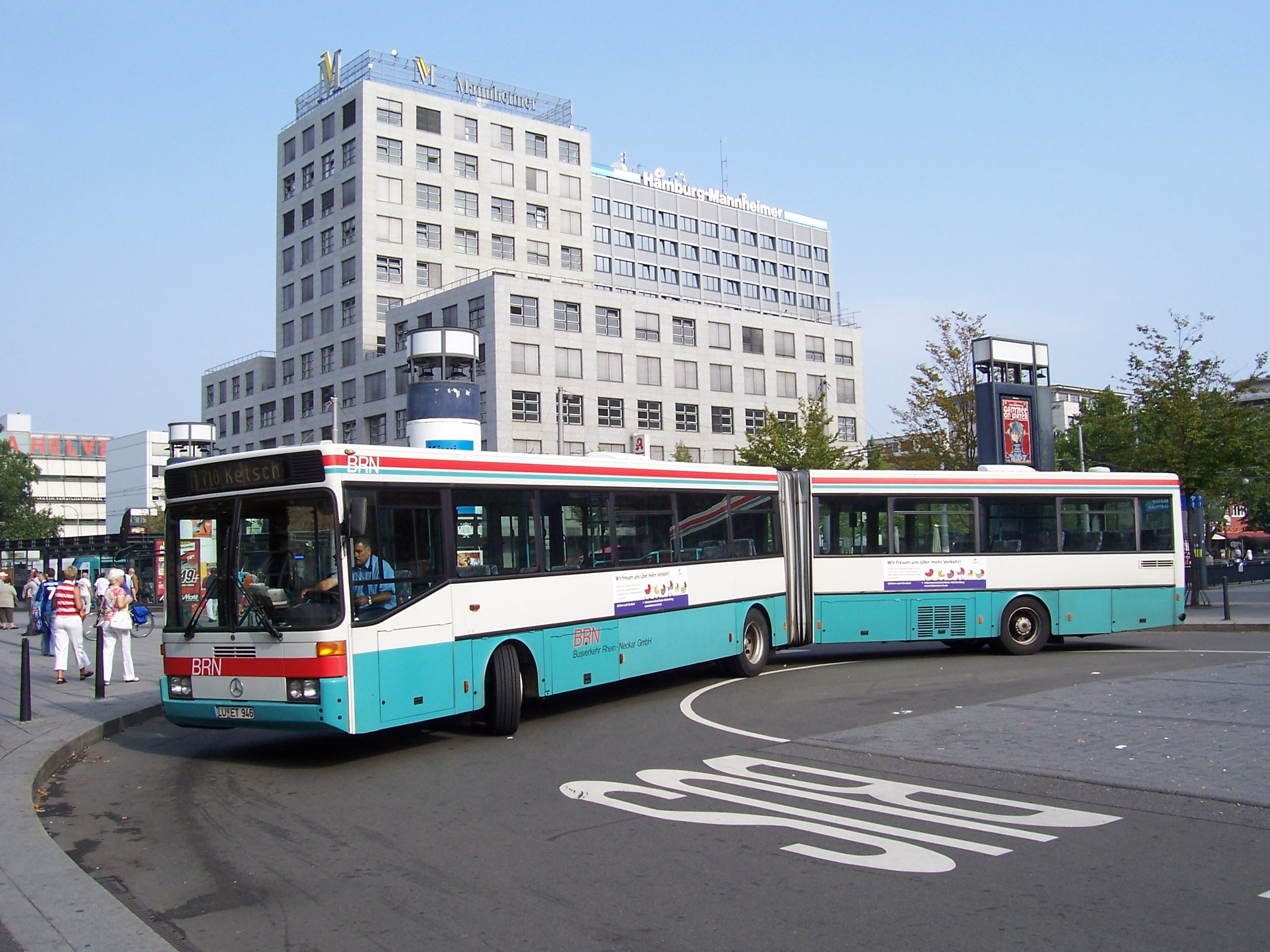
Gelenkbus am Mannheimer Hauptbahnhof (2005)
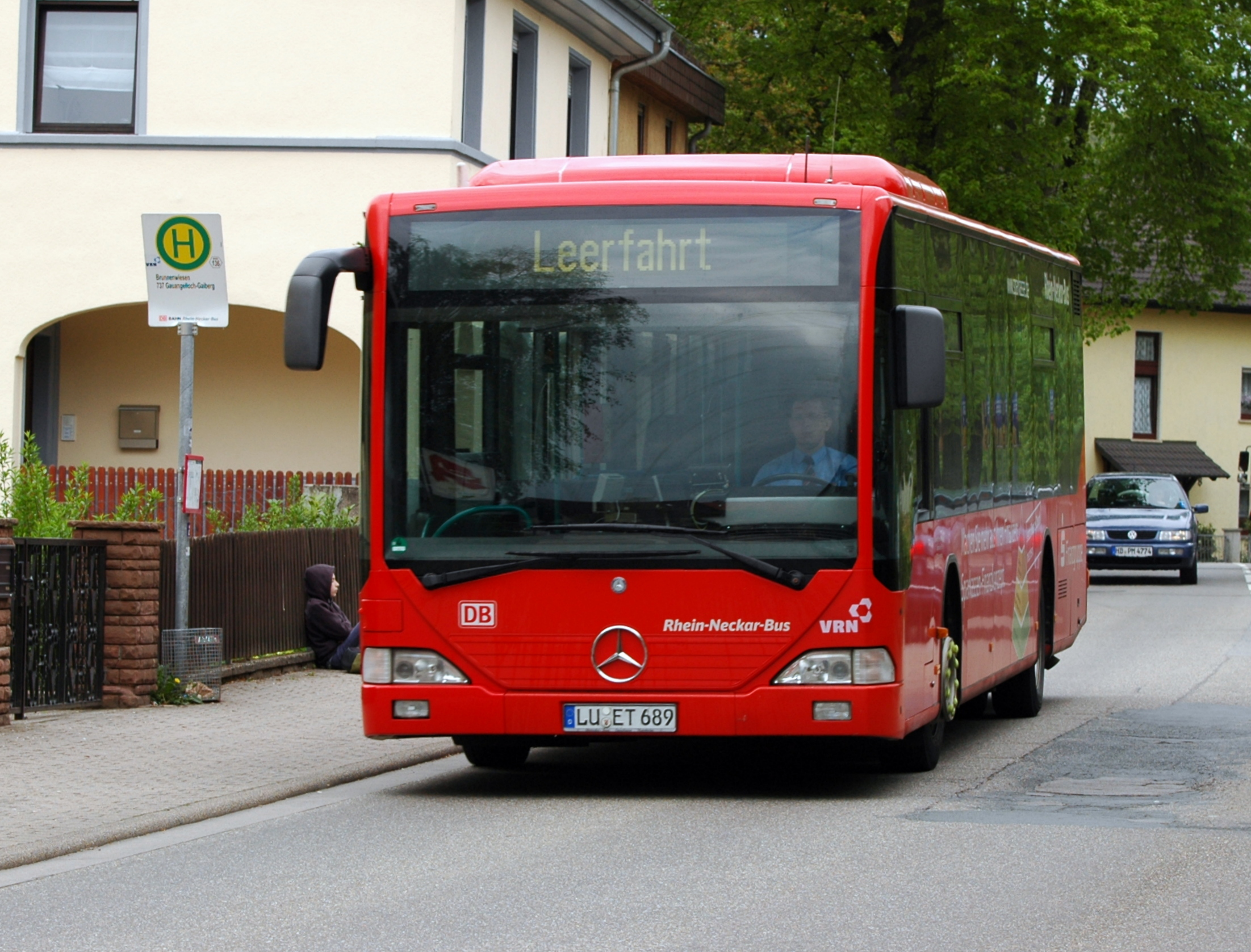
Mercedes-Benz O530 Citaro in Bammental (2015)
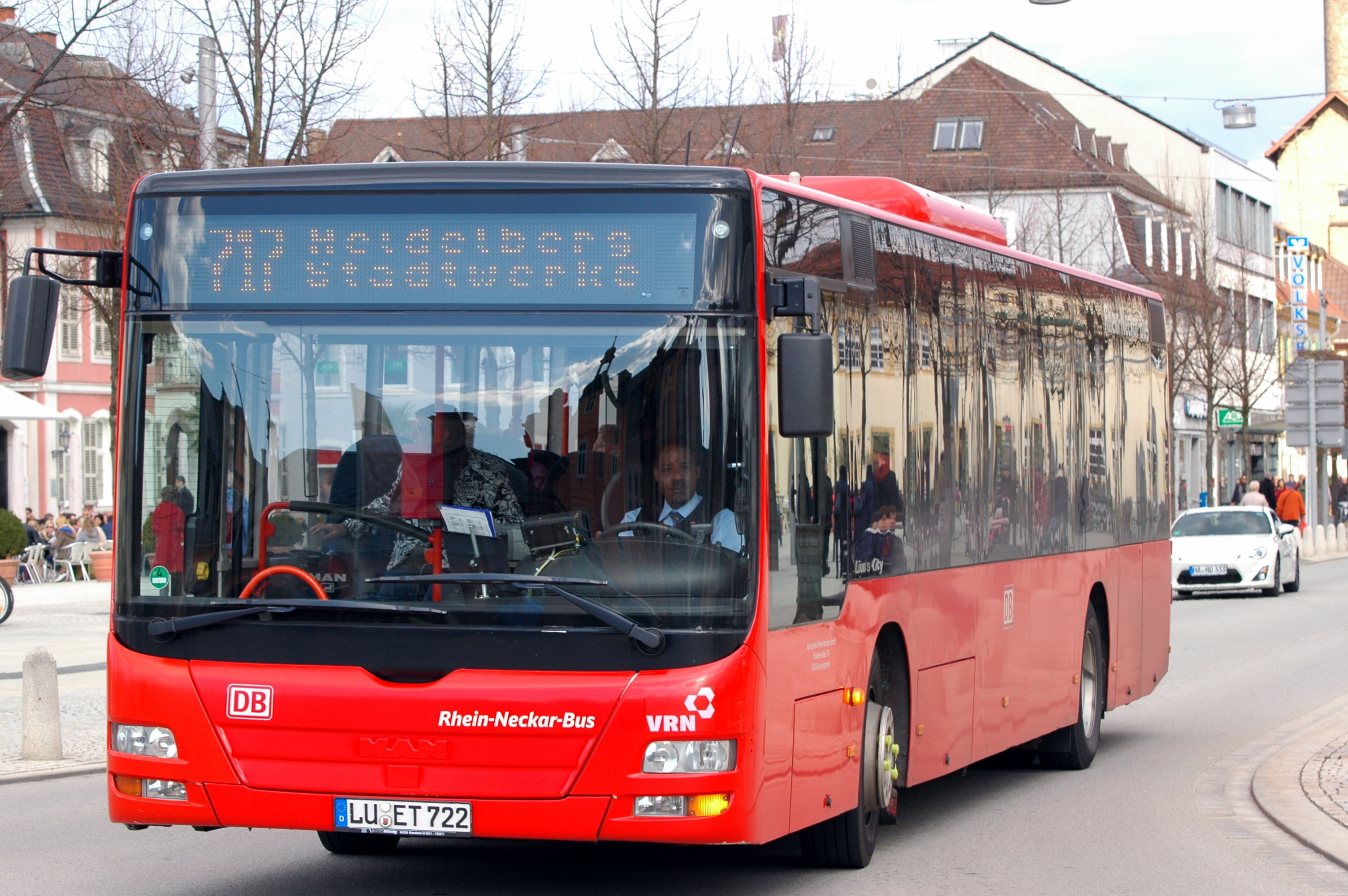
MAN A20 NÜ 313 in Schwetzingen (2015)
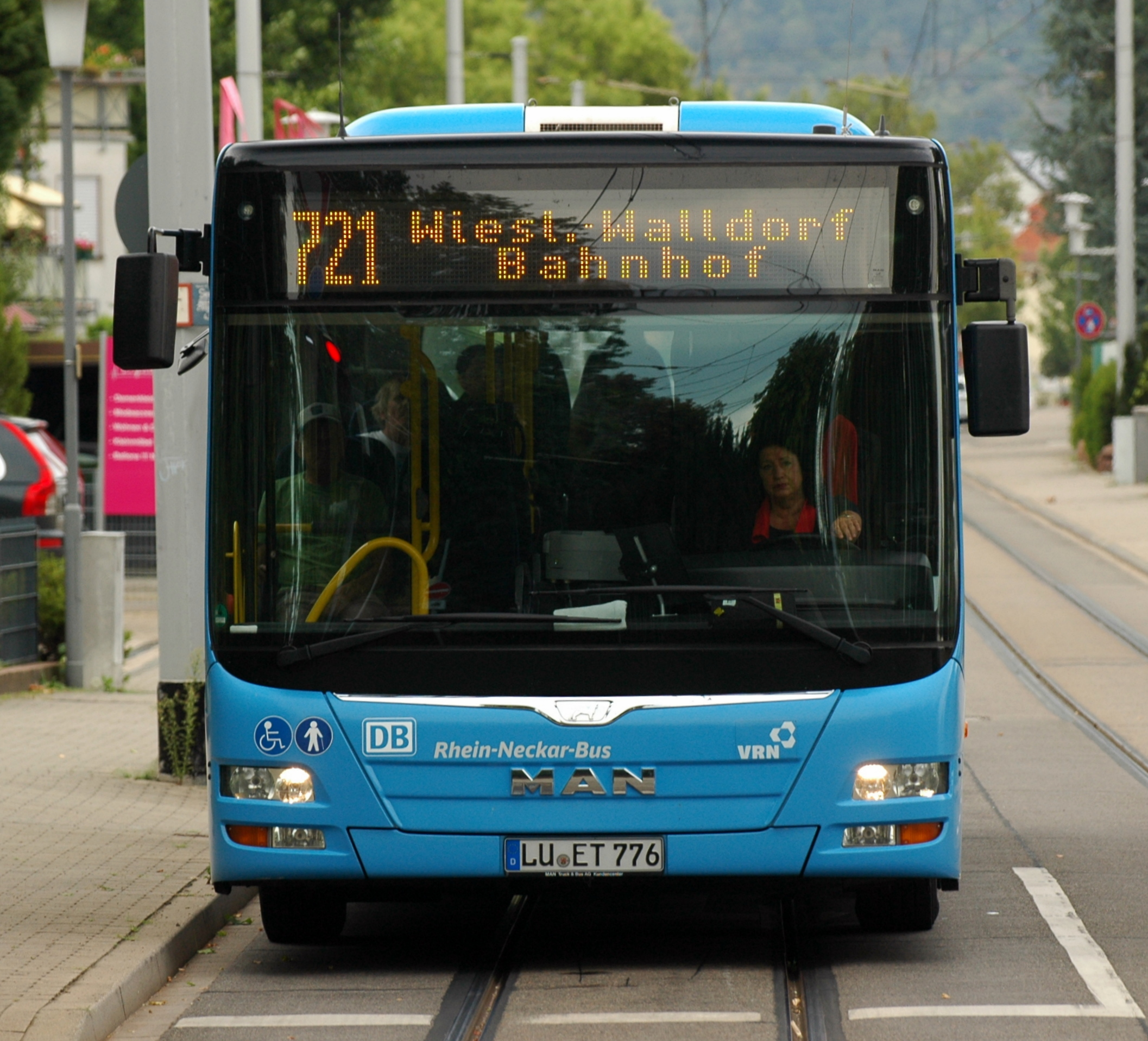
MAN A21 in Heidelberg (2018)
Altes Logo der BRN ohne DB-Logo